# デビッド・マキノン
- デビッド・マッキノン

デビッド・C・マキノン（David C. MacKinnon、1994年12月15日 - ）は、 アメリカ合衆国マサチューセッツ州ブリストル郡イーストン出身の元プロ野球選手（内野手）。右投右打。

## 経歴

### プロ入りとエンゼルス時代

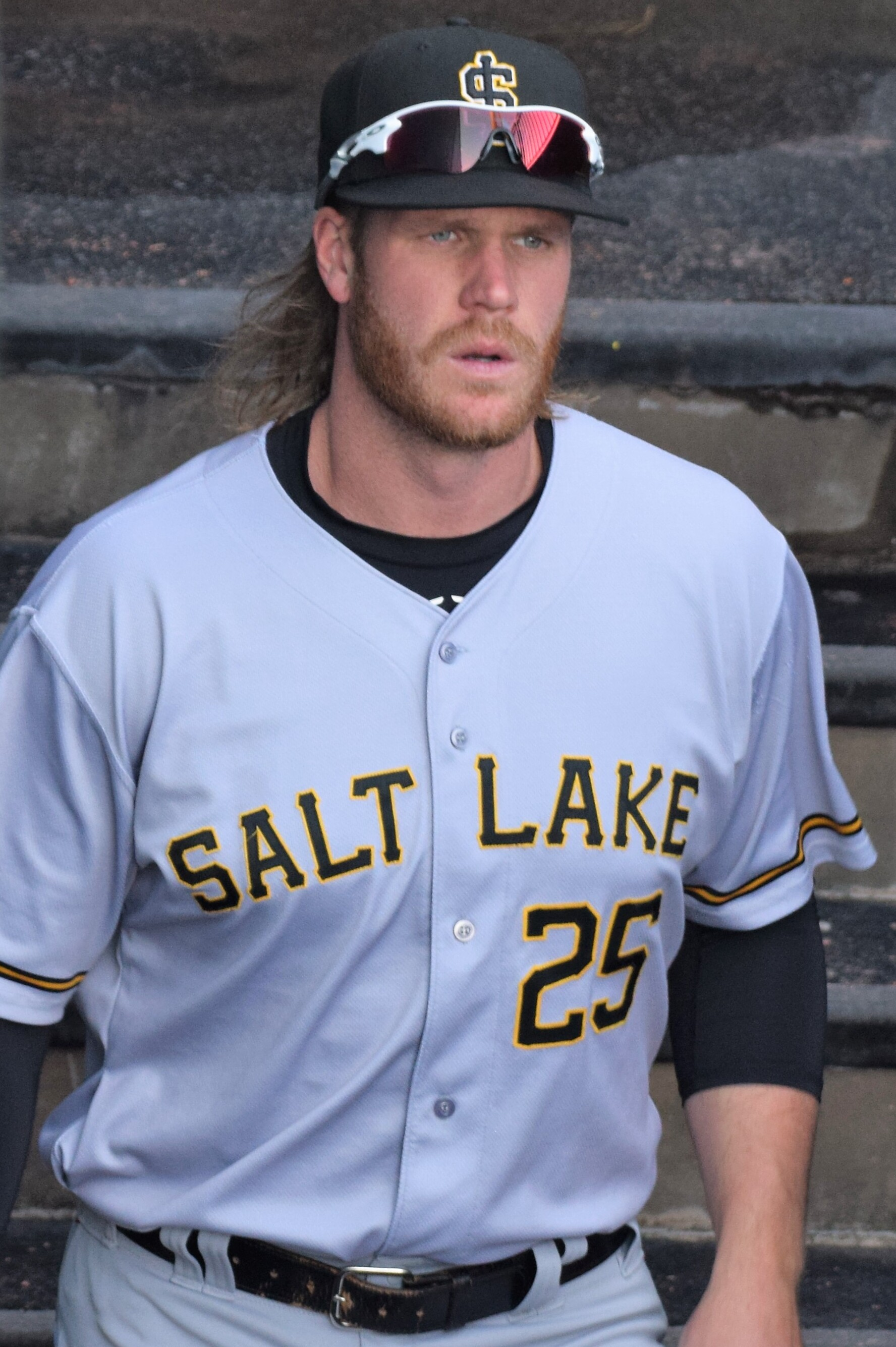
AAA級ソルトレイク・ビーズ時代（2022年）

2017年のMLBドラフト32巡目（全体955位）でロサンゼルス・エンゼルスから指名され、プロ入り。契約後、傘下のパイオニアリーグのルーキー級オレム・オウルズでプロデビュー。ルーキー級アリゾナリーグ・エンゼルスでもプレーし、2球団合計で35試合に出場して打率.392、2本塁打、27打点、1盗塁を記録した。
2018年はA級バーリントン・ビーズとA+級インランド・エンパイア・シックスティシクサーズでプレーし、2球団合計で126試合に出場して打率.279、6本塁打、60打点を記録した。オフにはアリゾナ・フォールリーグに参加し、メサ・ソーラーソックスに所属した。
2019年はA+級インランド・エンパイアでプレーしたが18試合の出場にとどまり、打率.140、4打点だった。
2020年はCOVID-19の影響でマイナーリーグのシーズンが中止となり、公式戦への出場はなかった。
2021年はAA級ロケットシティ・トラッシュパンダズでプレーし、99試合に出場して打率.285、13本塁打、65打点、2盗塁を記録した。
2022年は開幕をAAA級ソルトレイク・ビーズで迎えた。6月18日にメジャー契約を結んでアクティブ・ロースター入りし、同日のシアトル・マリナーズ戦にて「6番・一塁手」で先発出場してメジャーデビュー。8月2日、ホセ・ロハスのメジャー昇格に伴い、DFAとなる。

### アスレチックス時代
2022年8月5日にウェイバーでオークランド・アスレチックスに移籍した。オフの11月18日にDFAとなった。

### 西武時代
2022年12月20日、埼玉西武ライオンズに入団することが発表された。背番号は30。
2023年は腰痛で登録を抹消される2日前の8月26日までチーム唯一の全試合出場を続け、最終的に127試合の出場で打率.259、15本塁打、50打点の成績を記録した。12月1日に保留者名簿から外れたものの、西武側は残留交渉を進めていた。

### サムスン時代
2023年12月15日、2024年からのサムスン・ライオンズとの契約が発表された。
2024年7月9日、サムスンよりウェーバー公示され、7月16日、自由契約選手となった。
2025年7月1日、自身のSNSで現役引退と新規事業、「パシフィック・スイングス」の立ち上げを発表した。

## 人物
西武ドームまでは電車通勤をしている。プライベートの時間にファンから声をかけられることには肯定的で、ファンサービスを大事にしており、試合前後に球場周辺や電車の中であっても、喜んでサインすると公言している。エンゼルス時代はディズニーランド・リゾートに行った際に数回ファンから声をかけられる程度だったが、日本では毎日のようにファンから声をかけられ嬉しく思っている。一方で写真撮影は1人が撮り始めると列ができてしまい、電車の遅延にも繋がるとして、状況によって臨機応変に対応するとしている。

## 詳細情報

### 年度別打撃成績
| 年 度    | 球 団    | 試 合 | 打 席 | 打 数 | 得 点 | 安 打 | 二 塁 打 | 三 塁 打 | 本 塁 打 | 塁 打 | 打 点 | 盗 塁 | 盗 塁 死 | 犠 打 | 犠 飛 | 四 球 | 敬 遠 | 死 球 | 三 振 | 併 殺 打 | 打 率 | 出 塁 率 | 長 打 率 | O P S |
| -------- | -------- | ----- | ----- | ----- | ----- | ----- | -------- | -------- | -------- | ----- | ----- | ----- | -------- | ----- | ----- | ----- | ----- | ----- | ----- | -------- | ----- | -------- | -------- | ----- |
| 2022     | LAA      | 16    | 43    | 37    | 0     | 7     | 0        | 0        | 0        | 7     | 6     | 0     | 0        | 0     | 1     | 5     | 0     | 0     | 12    | 2        | .189  | .279     | .189     | .468  |
| 2022     | OAK      | 6     | 14    | 13    | 2     | 0     | 0        | 0        | 0        | 0     | 0     | 0     | 0        | 0     | 0     | 1     | 0     | 0     | 5     | 0        | .000  | .071     | .000     | .071  |
| '22計    | OAK      | 22    | 57    | 50    | 2     | 7     | 0        | 0        | 0        | 7     | 6     | 0     | 0        | 0     | 1     | 6     | 0     | 0     | 17    | 2        | .140  | .228     | .140     | .368  |
| 2023     | 西武     | 127   | 514   | 464   | 50    | 120   | 17       | 2        | 15       | 186   | 50    | 1     | 1        | 0     | 2     | 48    | 0     | 0     | 91    | 7        | .259  | .327     | .401     | .728  |
| MLB：1年 | MLB：1年 | 22    | 57    | 50    | 2     | 7     | 0        | 0        | 0        | 7     | 6     | 0     | 0        | 0     | 1     | 6     | 0     | 0     | 17    | 2        | .140  | .228     | .140     | .368  |
| NPB：1年 | NPB：1年 | 127   | 514   | 464   | 50    | 120   | 17       | 2        | 15       | 186   | 50    | 1     | 1        | 0     | 2     | 48    | 0     | 0     | 91    | 7        | .259  | .327     | .401     | .728  |

- 2023年度シーズン終了時

### 年度別守備成績
| 年 度 | 球 団 | 一塁（1B） | 一塁（1B） | 一塁（1B） | 一塁（1B） | 一塁（1B） | 一塁（1B） | 三塁（3B） | 三塁（3B） | 三塁（3B） | 三塁（3B） | 三塁（3B） | 三塁（3B） |
| 年 度 | 球 団 | 試 合      | 刺 殺      | 補 殺      | 失 策      | 併 殺      | 守 備 率   | 試 合      | 刺 殺      | 補 殺      | 失 策      | 併 殺      | 守 備 率   |
| ----- | ----- | ---------- | ---------- | ---------- | ---------- | ---------- | ---------- | ---------- | ---------- | ---------- | ---------- | ---------- | ---------- |
| 2022  | LAA   | 7          | 28         | 1          | 0          | 4          | 1.000      | 5          | 2          | 6          | 0          | 0          | 1.000      |
| 2022  | OAK   | 5          | 29         | 5          | 0          | 2          | 1.000      | -          | -          | -          | -          | -          | -          |
| '22計 | OAK   | 12         | 57         | 6          | 0          | 6          | 1.000      | 5          | 2          | 6          | 0          | 0          | 1.000      |
| 2023  | 西武  | 87         | 688        | 46         | 1          | 57         | .999       | 33         | 22         | 39         | 1          | 4          | .984       |
| MLB   | MLB   | 12         | 57         | 6          | 0          | 6          | 1.000      | 5          | 2          | 6          | 0          | 0          | 1.000      |
| NPB   | NPB   | 87         | 688        | 46         | 1          | 57         | .999       | 33         | 22         | 39         | 1          | 4          | .984       |

- 2023年度シーズン終了時

### 記録

#### NPB
初記録
- 初出場・初先発出場：2023年3月31日、対オリックス・バファローズ1回戦（ベルーナドーム）、2番・三塁手で先発出場
- 初打席：同上、1回裏に山下舜平大から遊ゴロ
- 初安打：同上、8回裏に近藤大亮から中前安打
- 初本塁打・初打点：2023年4月2日、対オリックス・バファローズ3回戦（ベルーナドーム）、6回裏に山岡泰輔から左越ソロ[14]
- 初盗塁：2023年7月25日、対千葉ロッテマリーンズ13回戦（ベルーナドーム）、1回裏に二盗（投手：C.C.メルセデス、捕手：田村龍弘）

### 背番号
- 39（2022年6月18日 - 同年8月2日）
- 49（2022年8月5日 - 同年終了）
- 30（2023年）
- 24（2024年 - 同年7月8日）